# Cirrhochrista griveaudalis
Cirrhochrista griveaudalis là một loài bướm đêm trong họ Crambidae.